# Josef Pilmann
Josef Pilmann (14. března 1929 v Praze) je český fotograf a fotožurnalista.

## Život
Na přání otce studoval v letech 1948–1952 teologii na bohoslovecké fakultě University Karlovy. Na kněze ale nebyl vysvěcen. Pak absolvoval dvouleté mistrovské studium na Střední průmyslové škole grafické v Praze. Po ukončení studia dostal umístěnku do Státní památkové správy, kde pracoval jako fotolaborant a fotograf.
Ve volném čase se věnoval fotografování sportu. Nejprve externě spolupracoval s týdeníkem Stadión. V roce 1955 se stal jeho fotoreportérem. Od roku 1965 fotografoval pro deník Československý sport.
V roce 1969 emigroval do Švýcarska.

## Ocenění díla
- 1960 Třetí a pátá cena olympijské fotografické soutěže v rámci Letních olympijských her v Římě.
- 1962 World Press Photo - první cena v kategorii sportovní fotografie za snímek japonského gymnasty Jukio Enda během cvičení na bradlech na mistrovství světa v gymnastice v Praze. Endó byl hvězdou turnaje a získal celkem šest zlatých medailí.[2]
- 1963 První cena v soutěži Za socialistické fotografické umění (Wettbewerb für die sozialistische Fotokunst).[1]

## Knihy
- PILMANN, Josef. Sportovní fotografie. Praha: Orbis, 1959. 25 + 39 obr s. (Fotorádce; sv. 4).